# Centre de détention de Tokyo
Le centre de détention de Tokyo (東京拘置所, Tōkyō Kōchisho) est un centre pénitentiaire situé dans l'arrondissement Katsushika à Tokyo. En tant qu'institution du système pénal du Japon (en), il est géré par le Ministère de la Justice.
Une des sept chambres d'exécution (en) du Japon se trouve dans cet établissement. La pendaison est la méthode d'exécution au Japon. La chambre d'exécution à Tokyo possède une trappe. Comme le condamné est exécuté, son corps tombe dans une salle située en dessous de la chambre d'exécution, salle dans laquelle la mort est confirmée. Avant d’être exécuté, le condamné passe devant une statue d'Amida Nyorai (Amitābha), divinité bouddhiste. La chambre d'exécution est divisée en deux parties, chacune de la taille d'une pièce de 15 tatamis.

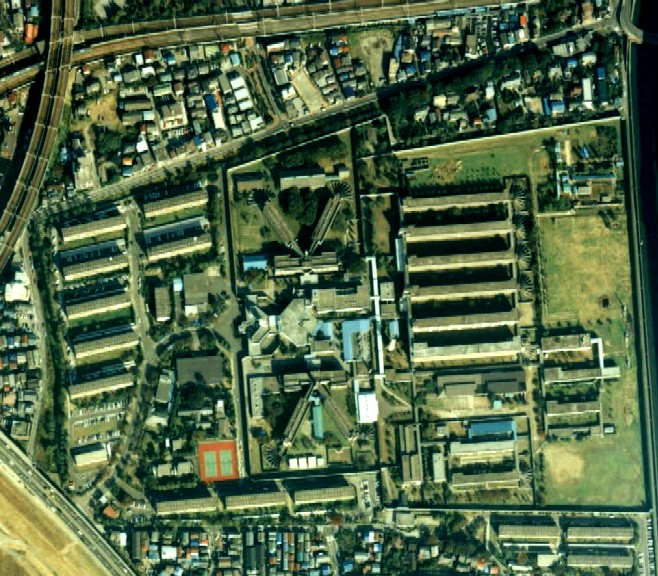
Photographie aérienne de l'établissement pénitentiaire et de ses environs (1989)

## Prisonniers notables
- Kakuei Tanaka[3]
- Shōkō Asahara, exécuté par pendaison le 6 juillet 2018
- Carlos Ghosn